# Hendrik II van Hachberg
Hendrik II van Hachberg (voor 1231 - circa 1297/1298) was van 1231 tot 1289 markgraaf van Baden-Hachberg.

## Levensloop
Hij was de oudste zoon van markgraaf Hendrik I van Baden-Hachberg en Agnes van Urach, dochter van graaf Egino IV van Urach. In 1231 volgde hij zijn vader op als markgraaf van Baden-Hachberg, maar omdat hij toen nog minderjarig was werd zijn moeder regentes. Hij was de eerste heerser uit het huis Zähringen die zich markgraaf van Hachberg liet noemen en in 1232 bemachtigde hij het landgraafschap Sausenberg van de abdij van Sankt Blasien en liet er kort nadien het kasteel van Sausenburg bouwen, dat in 1246 voor het eerst vermeld werd.
Hendrik II had heel wat conflicten met de geestelijke leiders in het markgraafschap Baden-Hachberg en ook met de graven van Freiburg over de nogal verwarrende rechten en privileges die ze op elkaar bezittingen hadden of dachten te hebben. Na de dood van Keizer Frederik II van het Heilige Roomse Rijk in 1250 kwamen er ook heel wat landerijen uit het huis Hohenstaufen vrij. Hendrik II kon het meeste van deze landerijen bemachtigen.
Hendrik II steunde jarenlang Rudolf I van Habsburg in zijn strijd tegen de bisschoppen van Bazel en Straatsburg en in 1273 hielp hij Rudolf om Rooms-Duits koning te worden. Ook steunde Hendrik II Rudolf I in diens conflict met de markgraven van Baden-Baden, die aan Hendrik verwant waren, en was hij een bondgenoot van Rudolf in diens oorlog met koning Ottokar II van Bohemen. Bij de beslissende veldslag van die oorlog, de Slag bij Dürnkrut, vocht Hendrik II dan ook mee aan de zijde van Rudolf. 
Hendrik II was ook de beschermer van de abdijen Tennenbach en Adelhausen. In 1289 trad hij af als markgraaf van Baden-Hachberg om toe te treden tot de Duitse Orde. 

## Huwelijk en nakomelingen
Hendrik II huwde met Anna van Usingen-Ketzingen, dochter van graaf Rudolf II van Usingen-Ketzingen. Ze kregen volgende kinderen:
- Rudolf I van Sausenberg (-1313), markgraaf van Baden-Hachberg en markgraaf van Baden-Sausenberg
- Hendrik III van Hachberg (-1330), markgraaf van Baden-Hachberg
- Frederik, lid van de Duitse Orde
- Verena, huwde met graaf Egino I van Fürstenberg
- Herman I, lid van de Orde van Sint-Jan
- Cunigonde, werd zuster in de abdij Adelhausen
- Agnes, huwde met graaf Walter van Reichenberg
- Elisabeth, werd zuster in de abdij Adelhausen